# Pseudomugilidae
Pseudomugilidae là một họ cá trong bộ cá Atheriniformes

## Các chi

### Kiunga
- Kiunga ballochi G. R. Allen, 1983 (Glass blue-eye)
- Kiunga bleheri G. R. Allen, 2004

### Pseudomugil
- Pseudomugil connieae (G. R. Allen, 1981) (Popondetta blue-eye)
- Pseudomugil cyanodorsalis G. R. Allen & Sarti, 1983 (Blueback blue-eye)
- Pseudomugil furcatus Nichols, 1955 (Forktail blue-eye)
- Pseudomugil gertrudae M. C. W. Weber, 1911 (Spotted blue-eye)
- Pseudomugil iconspicuus T. R. Roberts, 1978 (Iconspicuous blue-eye)
- Pseudomugil ivantsoffi G. R. Allen & Renyaan, 1999 (Ivantsoff's blue-eye)
- Pseudomugil majusculus Ivantsoff & G. R. Allen, 1984 (Cape blue-eye)
- Pseudomugil mellis G. R. Allen & Ivantsoff, 1982 (Honey blue-eye)
- Pseudomugil novaeguineae M. C. W. Weber, 1907 (New Guinea blue-eye)
- Pseudomugil paludicola G. R. Allen & R. Moore, 1981 (Swamp blue-eye)
- Pseudomugil paskai G. R. Allen & Ivantsoff, 1986 (Paska's blue-eye)
- Pseudomugil pellucidus G. R. Allen & Ivantsoff, 1998 (Transparent blue-eye)
- Pseudomugil reticulatus G. R. Allen & Ivantsoff, 1986 (Vogelkop blue-eye)
- Pseudomugil signifer Kner, 1866 (Pacific blue-eye)
- Pseudomugil tenellus W. R. Taylor, 1964 (Delicate blue-eye)

### Scaturiginichthys
- Scaturiginichthys vermeilipinnis